# Pfarrkirche Möllersdorf

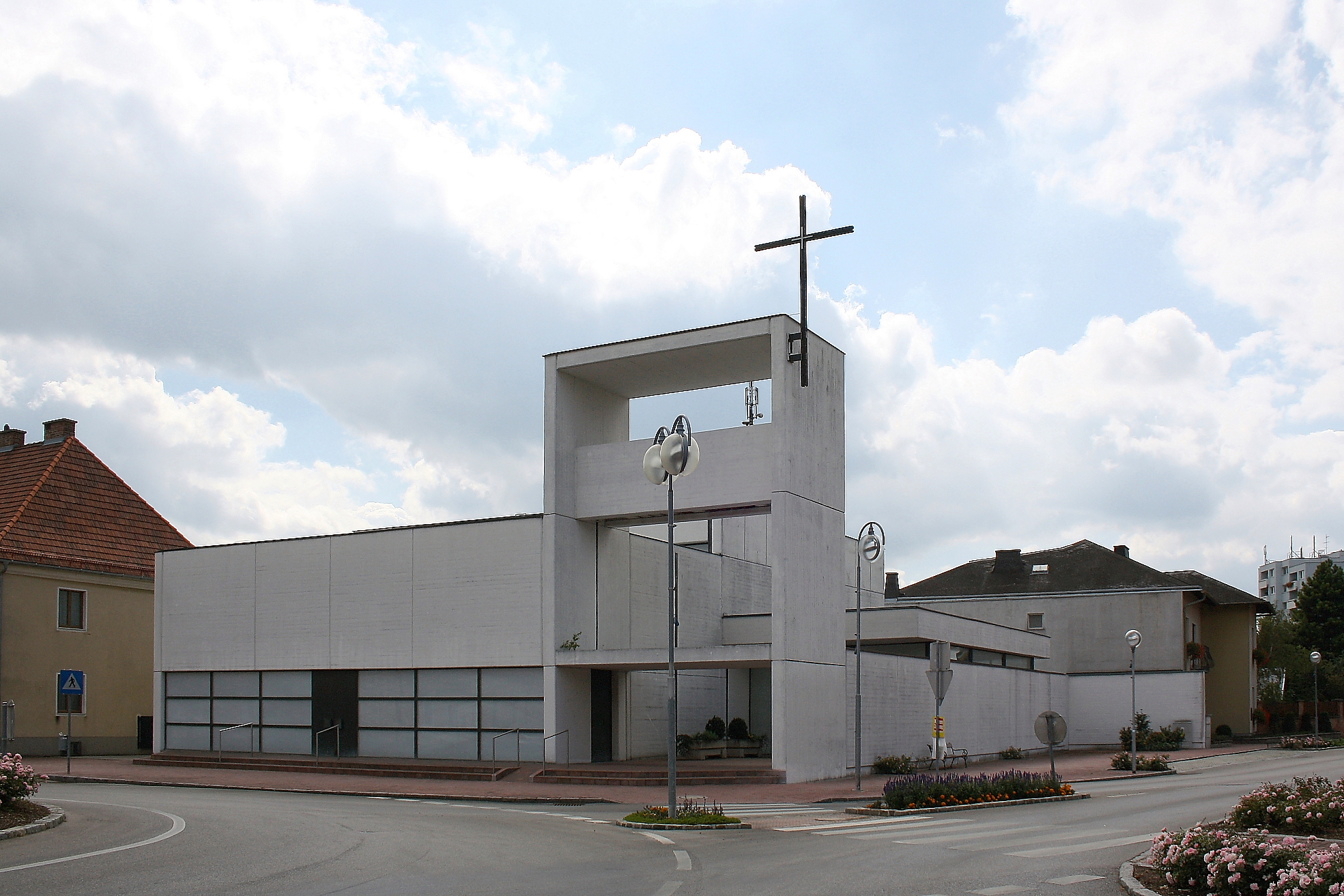
Pfarrkirche Mariä Namen in Möllersdorf

Die römisch-katholische Pfarrkirche Möllersdorf steht im Ort Möllersdorf in der Stadtgemeinde Traiskirchen in Niederösterreich. Die Pfarrkirche Mariä Namen gehört zum Dekanat Baden in der Erzdiözese Wien. Die Kirche steht unter Denkmalschutz.

## Geschichte
1947 entstand die Pfarrexpositur von Traiskirchen. Bis 1968 wurden die Gottesdienste in der Kapelle der ehemaligen Strafanstalt abgehalten. Der Kirchenneubau wurde 1967/1968 nach den Plänen des Architekten Carl Auböck errichtet und 1968 zur Pfarrkirche erhoben. 

## Architektur
Die Kirche steht auf der Südseite des Angers Franz-Broschek-Platz. Der schlichte Bau unter einem Flachdach hat eine schmucklose glatte Fassade, im unteren Bereich verglast mit einem mittigen Rechtecksportal. An der Ostseite hat die Kirche im Bereich des Altarraumes schmale Rechteckfenster. Westseitig steht ein breit gelagerter offener Turm, welcher als Eingangsbereich für einen niedrigeren Kapellenzubau dient. Die Kapelle im Süden zeigt eine großflächige Mosaikdarstellung Christus in Emmaus der Künstlerin Lydia Roppolt (1967).
Das Kircheninnere mit einem weiten Saalraum hat im Norden eine gangartige Vorhalle mit einer darüber liegenden Empore über die ganze Breite. Der Volksaltar ist schlicht. Es gibt ein Kruzifix aus dem Ende des 17. Jahrhunderts und eine Madonnafigur aus der 1. Hälfte des 19. Jahrhunderts. Die Kreuzwegreliefs schuf Lydia Roppolt (1967).
Die Orgel baute Orgelbau Walcker-Mayer (1975).